# Lepanthes samacensis
Lepanthes samacensis är en orkidéart som beskrevs av Oakes Ames. Lepanthes samacensis ingår i släktet Lepanthes och familjen orkidéer. Inga underarter finns listade i Catalogue of Life.